# Sorans-lès-Breurey
Sorans-lès-Breurey är en kommun i departementet Haute-Saône i regionen Bourgogne-Franche-Comté i östra Frankrike. Kommunen ligger i kantonen Rioz som tillhör arrondissementet Vesoul. År 2022 hade Sorans-lès-Breurey 433 invånare.

## Befolkningsutveckling
Antalet invånare i kommunen Sorans-lès-Breurey
| Referens: INSEE |